# Tesla (jednotka)
Tesla je jednotka magnetické indukce v soustavě SI, její značka je T. Jedná se o odvozenou jednotku SI; její vyjádření v základních jednotkách je T = kg·s−2·A−1. Jednotka tesla je definována následovně: Homogenní magnetické pole má magnetickou indukci 1 T, působí-li na přímý vodič s aktivní délkou 1 m kolmý k indukčním čárám a protékaný stálým proudem 1 A silou 1 N.
Vztah k jiným jednotkám soustavy SI: T = Wb·m−2 = N·A−1·m−1 = kg·s−1·C−1.
Jednotka je pojmenována po významném elektrotechnikovi a vynálezci Nikolovi Teslovi.

## Násobky a díly
Pro běžnou elektrotechnickou praxi je jednotka 1 T příliš veliká, proto se používají spíše její díly 1 militesla (mT) a 1 mikrotesla (μT). Magnetická pole v řádu jednotek tesla se používají v přístrojích pro magnetickou rezonanci (MRI) v lékařství nebo nukleární magnetickou rezonanci (NMR) např. v chemii. Násobné jednotky – kilotesla (kT), megatesla (MT), případně gigatesla (GT) se používají pouze v astrofyzice pro silná magnetická pole kompaktních rychle rotujících objektů, např. magnetarů.

## Převod
1 tesla odpovídá:
- 10 000 gaussů (G), používaných v systému CGS
- 109 gamma (γ), používaných v geofyzice